# Luis Romero Véliz
Luis Romero Véliz (Chone, Manabí, 15 de mayo de 1984) es un futbolista ecuatoriano. Juega de defensa y su equipo actual es 9 de Octubre de la Serie B de Ecuador.

## Selección nacional
Romero estuvo entre los 30 jugadores de Ecuador (Preselección), que iba a jugar la Copa América 2015. Las lista fue reducida a 23, donde Romero no fue considerado.

## Estadísticas

### Clubes
Actualizado al último partido disputado el 24 de julio de 2024.
| Club                                   | Temporada     | Liga  | Liga  | Copas nacionales | Copas nacionales | Copas internacionales | Copas internacionales | Total | Total |
| Club                                   | Temporada     | Part. | Goles | Part.            | Goles            | Part.                 | Goles                 | Part. | Goles |
| -------------------------------------- | ------------- | ----- | ----- | ---------------- | ---------------- | --------------------- | --------------------- | ----- | ----- |
| UDJ Quinindé · Ecuador                 | 2004          | 12    | 5     | -                | -                | -                     | -                     | 12    | 5     |
| UDJ Quinindé · Ecuador                 | 2005          | 7     | 3     | -                | -                | -                     | -                     | 7     | 3     |
| UDJ Quinindé · Ecuador                 | 2006          | 2     | 0     | -                | -                | -                     | -                     | 2     | 0     |
| UDJ Quinindé · Ecuador                 | Total club    | 21    | 8     | -                | -                | -                     | -                     | 21    | 8     |
| C. D. Grecia · Ecuador                 | 2007          | 3     | 0     | -                | -                | -                     | -                     | 3     | 0     |
| C. D. Grecia · Ecuador                 | 2008          | 25    | 3     | -                | -                | -                     | -                     | 25    | 3     |
| C. D. Grecia · Ecuador                 | 2009          | 26    | 4     | -                | -                | -                     | -                     | 26    | 4     |
| C. D. Grecia · Ecuador                 | Total club    | 54    | 7     | -                | -                | -                     | -                     | 54    | 7     |
| Manta F. C. · Ecuador                  | 2010          | 30    | 2     | -                | -                | -                     | -                     | 30    | 0     |
| Manta F. C. · Ecuador                  | 2011          | 36    | 2     | -                | -                | -                     | -                     | 36    | 0     |
| Manta F. C. · Ecuador                  | Total club    | 66    | 4     | -                | -                | -                     | -                     | 66    | 4     |
| Deportivo Quito · Ecuador              | 2012          | 30    | 1     | -                | -                | 7                     | 0                     | 37    | 1     |
| Deportivo Quito · Ecuador              | 2013          | 34    | 1     | -                | -                | -                     | -                     | 34    | 1     |
| Deportivo Quito · Ecuador              | 2014          | 15    | 1     | -                | -                | 2                     | 0                     | 17    | 1     |
| Deportivo Quito · Ecuador              | Total club    | 79    | 3     | -                | -                | 9                     | 0                     | 88    | 3     |
| Liga de Portoviejo · Ecuador           | 2014          | 16    | 2     | -                | -                | -                     | -                     | 16    | 2     |
| Liga de Portoviejo · Ecuador           | Total club    | 16    | 2     | -                | -                | -                     | -                     | 16    | 2     |
| Liga Deportiva Universitaria · Ecuador | 2015          | 43    | 2     | -                | -                | 4                     | 0                     | 47    | 2     |
| Liga Deportiva Universitaria · Ecuador | 2016          | 28    | 0     | -                | -                | 4                     | 0                     | 32    | 0     |
| Liga Deportiva Universitaria · Ecuador | Total club    | 71    | 2     | -                | -                | 8                     | 0                     | 79    | 2     |
| Guayaquil City · Ecuador               | 2017          | 28    | 1     | -                | -                | -                     | -                     | 28    | 1     |
| Guayaquil City · Ecuador               | Total club    | 28    | 1     | -                | -                | -                     | -                     | 28    | 1     |
| Aucas · Ecuador                        | 2018          | 41    | 2     | -                | -                | -                     | -                     | 41    | 2     |
| Aucas · Ecuador                        | 2019          | 30    | 4     | 3                | 0                | -                     | -                     | 33    | 4     |
| Mushuc Runa · Ecuador                  | 2020          | 22    | 1     | 0                | 0                | -                     | -                     | 22    | 1     |
| Mushuc Runa · Ecuador                  | 2021          | 25    | 2     | 0                | 0                | -                     | -                     | 25    | 2     |
| Mushuc Runa · Ecuador                  | Total club    | 47    | 3     | 0                | 0                | -                     | -                     | 47    | 3     |
| Aucas · Ecuador                        | 2022          | 19    | 0     | 3                | 0                | -                     | -                     | 22    | 0     |
| Aucas · Ecuador                        | 2023          | 8     | 0     | 0                | 0                | 1                     | 0                     | 9     | 0     |
| Aucas · Ecuador                        | Total club    | 98    | 6     | 6                | 0                | 1                     | 0                     | 105   | 6     |
| Cuniburo · Ecuador                     | 2024          | 7     | 0     | 0                | 0                | -                     | -                     | 7     | 0     |
| Cuniburo · Ecuador                     | Total club    | 7     | 0     | 0                | 0                | 0                     | 0                     | 7     | 0     |
| 9 de Octubre · Ecuador                 | 2024          | 1     | 0     | 0                | 0                | -                     | -                     | 1     | 0     |
| 9 de Octubre · Ecuador                 | Total club    | 1     | 0     | 0                | 0                | 0                     | 0                     | 1     | 0     |
| Total carrera                          | Total carrera | 488   | 36    | 6                | 0                | 18                    | 0                     | 512   | 36    |
| 1. 2.                                  |               |       |       |                  |                  |                       |                       |       |       |

### Participaciones internacionales
| Torneo                 | Club            | Resultado        |
| ---------------------- | --------------- | ---------------- |
| Copa Libertadores 2012 | Deportivo Quito | Octavos de final |
| Copa Sudamericana 2012 | Deportivo Quito | Octavos de final |
| Copa Libertadores 2014 | Deportivo Quito | Primera fase     |
| Copa Sudamericana 2015 | Liga de Quito   | Octavos de final |
| Copa Libertadores 2016 | Liga de Quito   | Fase de grupos   |

## Palmarés

### Campeonatos nacionales
| Título             | Club  | Año  |
| ------------------ | ----- | ---- |
| Serie A de Ecuador | Aucas | 2022 |